# Оллчерч, Айвор
Айвор Джон Оллчерч (англ. Ivor John Allchurch; 16 октября 1929, Суонси — 10 июля 1997, там же) — валлийский футбольный нападающий. Прежде всего известен выступлениями за клубы «Ньюкасл Юнайтед» и «Суонси Таун», а также национальную сборную Уэльса. Его младший брат Лен также был футболистом и вместе с ним был в составе валлийской сборной на чемпионате мира 1958 года.
Кавалер ордена Британской империи, член Зала славы валлийского спорта и Зала славы английского футбола.

## Карьера

### В клубах
Во взрослом футболе дебютировал в 1948 году выступлениями за «Шрусбери Таун», в котором провёл один сезон, приняв участие в 11 матчах чемпионата и забив один гол.
В 1949—1958 годах выступал за «Суонси Таун» во Втором дивизионе Футбольной лиги. Своей игрой за валлийскую команду он привлёк внимание представителей тренерского штаба клуба Первого дивизиона «Ньюкасл Юнайтед», куда перешёл по ходу сезона 1958/59. Большую часть времени, проведённого в составе «Ньюкасл Юнайтед», Оллчерч был основным игроком атакующей звена команды.
В августе 1962 года Айвор заключил контракт с клубом Второго дивизиона «Кардифф Сити», в составе которого провёл следующие три года своей карьеры. Играя в составе «Лазурных птиц», также обычно выходил на поле в основном составе команды. В составе «Кардифф Сити» он был одним из главных бомбардиров команды, имея среднюю результативность на уровне 0,38 гола за игру первенства.
В 1965 году Оллчерч вернулся в «Суонси», выступавший уже в Третьем дивизионе, а свой последний сезон в клубе (1967/68) он провёл уже в Четвёртом дивизионе.
Айвор завершил профессиональную игровую карьеру в клубе Южной лиги «Вустер Сити» в сезоне 1968/69.

### В сборной
В 1950 году Оллчерч дебютировал в составе национальной сборной Уэльса в игре Домашнего чемпионата против Англии (2:4). В течение карьеры в национальной команде, которая длилась 17 лет, провёл 68 матчей, забив 23 гола.
В составе сборной был участником чемпионата мира 1958 года в Швеции, где валлийцы в четвертьфинале уступили будущим чемпионам — бразильцам. Сам Оллчерч отыграл все пять матчей своей команды на турнире: кроме игры с Бразилей, это были встречи группового этапа с Мексикой, Швецией и дважды с Венгрией. Мексике и Венгрии во втором матче Айвор забил по одному голу.

## Достижения

### Командные
Как игрока сборной Уэльса:
- Чемпионат мира:
  - Участник: 1958

Как игрока «Суонси Таун»:
- Кубок Уэльса:
  - Победитель: 1949/50, 1965/66
  - Финалист: 1955/56, 1956/57

Как игрока «Кардифф Сити»:
- Кубок Уэльса:
  - Победитель: 1964/65
  - Финалист: 1963/64

### Личные
- Спортсмен года Уэльса по версии BBC: 1962